# Rövid arcú vakond
A rövid arcú vakond (Scaptochirus moschatus) az emlősök (Mammalia) osztályának Eulipotyphla rendjébe, ezen belül a vakondfélék (Talpidae) családjába tartozó faj.
Nemének az egyetlen faja.

## Előfordulása
Kína keleti részén honos, az ázsiai ország következő tartományaiban: Peking, Kanszu, Hopej, Hejlungcsiang, Honan, Csiangszu, Liaoning, Belső-Mongólia Autonóm Terület, Ninghszia-Huj Autonóm Terület, Senhszi, Santung, Sanhszi.